# Yamagata (trampolino)
Lo Yamagata è un trampolino situato a Zaō, in Giappone.

## Storia
Aperto nel 1978 e più volte ristrutturato, l'impianto ha ospitato numerose tappe della Coppa del Mondo di salto con gli sci femminile (a partire dalla stagione 2011-12 in cui fu istituita) e varie tappe della Coppa Continentale.

## Caratteristiche
Il trampolino ha il punto K a 90 m; il primato di distanza appartiene alla giapponese Sara Takanashi (106 m nel 2016). Il complesso è attrezzato con un salto minore K20.